# Hologon

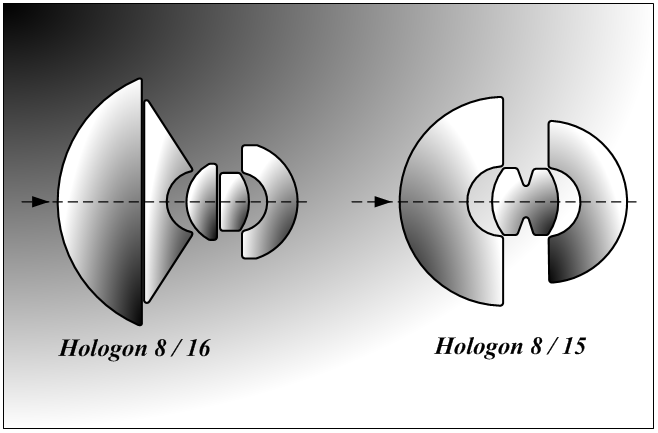
Schnittzeichnung

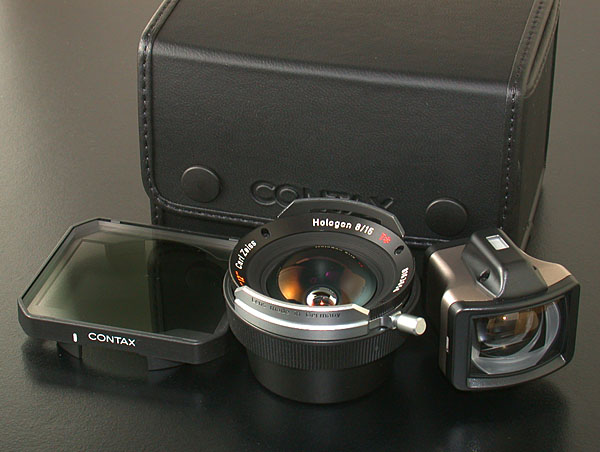
Hologon 8/16mm für Contax G

Hologon-Sucherkamera mit Handgriff und Drahtauslöser

Hologon-Sucherkamera

Hologon, im Handel auch Zeiss Hologon; ist der Name und eine Marke der Firma Carl Zeiss (Oberkochen) für eine Bauart fotografischer Aufnahmeobjektive. Der Name kommt aus dem griechischen Horosc (ὅλος, „alles“, „perfekt“) und Gonia (γωνία, „Winkel“).
Das Superweitwinkelobjektiv wurde unter Erhard Glatzel entwickelt. Es besteht aus nur drei Linsen, von denen die äußeren beiden stark gekrümmte Meniskuslinsen sind. Die mittlere ist bikonvex und in der Mitte eingeschnitten, wodurch eine feste Blende entsteht. Die vordere und mittlere Linse werden teils aus fertigungstechnischen Gründen geteilt und verkittet.
Das Hologon besitzt keine Irisblende, der Blendenwert ist konstant 8. Aufgrund des großen Bildwinkels, und da es nur eine kleine Pupillenaberration hat, ergibt sich durch das cos4-Gesetz ein erheblicher Helligkeitsabfall von der Bildmitte zum Bildrand. Zum Ausgleich dieses Effekts gehört ein Verlauffilter (Graufilter) zum Objektiv, dessen Graudichte von der Mitte zum Rand hin abnimmt, so dass sich praktisch der Blendenwert 16 ergibt.
Die Scharfstellung erfolgt manuell und in der Regel nach der Schärfentiefeskala und nach geschätzter Entfernung. Bei der Hologon-Ultrawide gibt es keine Entfernungseinstellung (Fixfocus).
Verwendet wird es u. a. an der ZEISS-IKON Hologon Ultrawide, der Contax G und der Leica M. Die Firma Leica stellte es auf der Photokina 1972 vor und bot es bis in das Jahr 1978 an. Heute ist es ein gesuchtes Sammelobjekt.